# Как родятся, живут и умирают боги и богини
«Как родя́тся, живу́т и умира́ют бо́ги и боги́ни» — книга Е. М. Ярославского, изданная в СССР на русском языке, посвящённая проблемам происхождения религии и её первоначальных форм.

## История создания и цели написания книги
Автор готовился к «комсомольскому рождеству» и издал небольшую книгу на 50 страниц «Как родятся боги». Разошедшийся в несколько дней выпуск книги показал, что в широких массах существует потребность в знаниях истории религии в гораздо больших размерах, чем это было дано в небольшом сочинении. После этого Ярославский приступил к написанию более объёмной исправленной книги. В написании книги «Как родятся, живут и умирают боги и богини» принимали участие «свердловские безбожники» — кружок по изучению истории религий, с которым автор работал в Свердловском университете.

## Содержание
Книга посвящена вопросам происхождения и истории религии. Ярославский следующим образом сформулировал цель книги: «Главная задача работы — показать земной источник всех религиозных понятий и представлений, показать, что все боги созданы людьми…»
В своей книге Ярославский проводит сравнение историй религий, сопоставляя верования дохристианских, христианских и нехристианских религий, устанавливает сходство представлений христианской Церкви о чудесном рождении Христа, о его деятельности, о творимых им чудесах, о его смерти с представлениями о египетских, ассиро-вавилонских, еврейских и других богах. В своей книге автор показывает, что когда в христианских общинах, а позже в христианской Церкви вырабатывался образ мифического Христа, то прообразом для этого послужили широко распространённые в Римской империи культы богов-«спасителей», культы умирающих и воскресающих богов. Благодаря книге можно понять, что очень многое из того, что христианская Церковь рассказывает о Христе, рассказывали задолго до христианства жрецы различных дохристианских религий. Основной причиной известного сходства религиозных представлений различных религий является не простое заимствование этих представлений одной религией у другой, а то, что все народы прошли в основном одинаковые стадии общественного развития. Ярославский пишет об этом: «При одинаковых условиях существования возникали у разных народов сходные верования». Одновременно с этим «соприкасающиеся друг с другом народы перенимают религиозные верования один у другого». Используя огромный фактический материал, Ярославский в своей книге доказывает земные корни религии. Сравнительная история религии дает много для понимания ряда религиозных представлений. В книге автор приводит большой фактологический материал и при помощи него излагает своё понимание источников многих представлений в христианстве. Ярославский, опираясь на факты, показывает что не существует и никакой вечной «религиозной идеи», которая будто бы кочует от народа к народу из столетия в столетие. По его мнению, тяжёлые условия жизни народных масс, бессилие дикаря в борьбе с природой в первобытном обществе и классовый гнёт эксплуататоров в классовом обществе, породили и питают религиозные настроения и верования в широких массах народа. Сопоставляя религиозные верования разных народов, автор, показывая их сходство, рассказывая о них, не высмеивает их, а исследует их как историк религии.

## Издания
- Как родятся, живут и умирают боги и богини / Ем. Ярославский. — Москва : Красная новь, 1923. — 283 с. : ил.; 23 см.
- Как родятся, живут и умирают боги и богини / Ем. Ярославский. — 2-е изд., доп. — Москва : Красная новь, 1924. — 288 с. : ил.; 23 см.
- Как родятся, живут и умирают боги и богини / Ем. Ярославский. — 3-е изд. — Москва ; Ленинград : Гос. изд-во, 1925. — 288 с.; 23 см.
- Как родятся, живут и умирают боги / Ем. Ярославский. — Москва : Гаиз, 1938 (17 ф-ка нац. книги). — 260 с. : ил.; 20 см.
- Как родятся, живут и умирают боги / Ем. Ярославский.. — Москва : Воениздат, 1941 (Ленинград). — 260 с. : ил.; 20 см. — (Антирелигиозная библиотека).
- О религии / [Подбор текстов, вступ. статья, примеч. и общая ред. М. М. Шейнмана]. — Москва : Госполитиздат, 1957. — 640 с. : ил.; 22 см. (Содержание: Статьи и речи о религии 1918—1941 гг.; Как родятся, живут и умирают боги и богини)
- О религии / [подбор текстов, вступ. статья, примеч. и общая ред. М. М. Шейнмана]. — Москва : Госполитиздат, 1958. — 640 с., 1 л. портр. : ил.; 22 см. (Содержание: Статьи и речи о религии 1918—1941 гг.; Как родятся, живут и умирают боги и богини)
- Как родятся, живут и умирают боги и богини. — Москва : Сов. Россия, 1959. — 230 с. : ил.; 22 см.
- Как родятся, живут и умирают боги и богини. — МЛРД «Рабочий путь», 2019. — 202 с.

## Переводы
В 1929 году книга была переведена на немецкий язык и издана в Москве под названием «Wie Götter geboren werden, leben und sterben».
В 1940 году книга была переведена и издана на украинском языке в Киеве под названием «Як народжуються, живуть і вмирають боги», второе издание на украинском напечатано в Киеве в 1958 году под тем же названием; третье и четвёртое издания напечатаны на украинском в Киеве в 1977 году и в 1983 году под названием «Як народжуються, живуть і вмирають боги та богині».
В 1960 году книга была переведена и издана на венгерском языке в Будапеште под названием «Hogyan születnek, élnek és halnak meg az istenek?», в 1962 году этот же перевод на венгерском был издан в Бухаресте и в Будапеште.
В 1960 году книга была переведена и издана на словацком языке в Братиславе под названием «Ako sa rodia, žijú a umierajú bohovia a bohyne».
В 1962 году книга была переведена и издана на румынском языке в Бухаресте под названием «Cum se nasc, trăiesc şi mor zeii şi zeiţele».
В 1962 году книга была переведена и издана на болгарском языке в Софии в сборнике «За религията».
В 1965 году книга была переведена и издана на греческом языке в Афинах под названием «Πώς γεννιούνται, ζουν και πεθαίνουν οι θεοί και οι θεές».